# All star-match

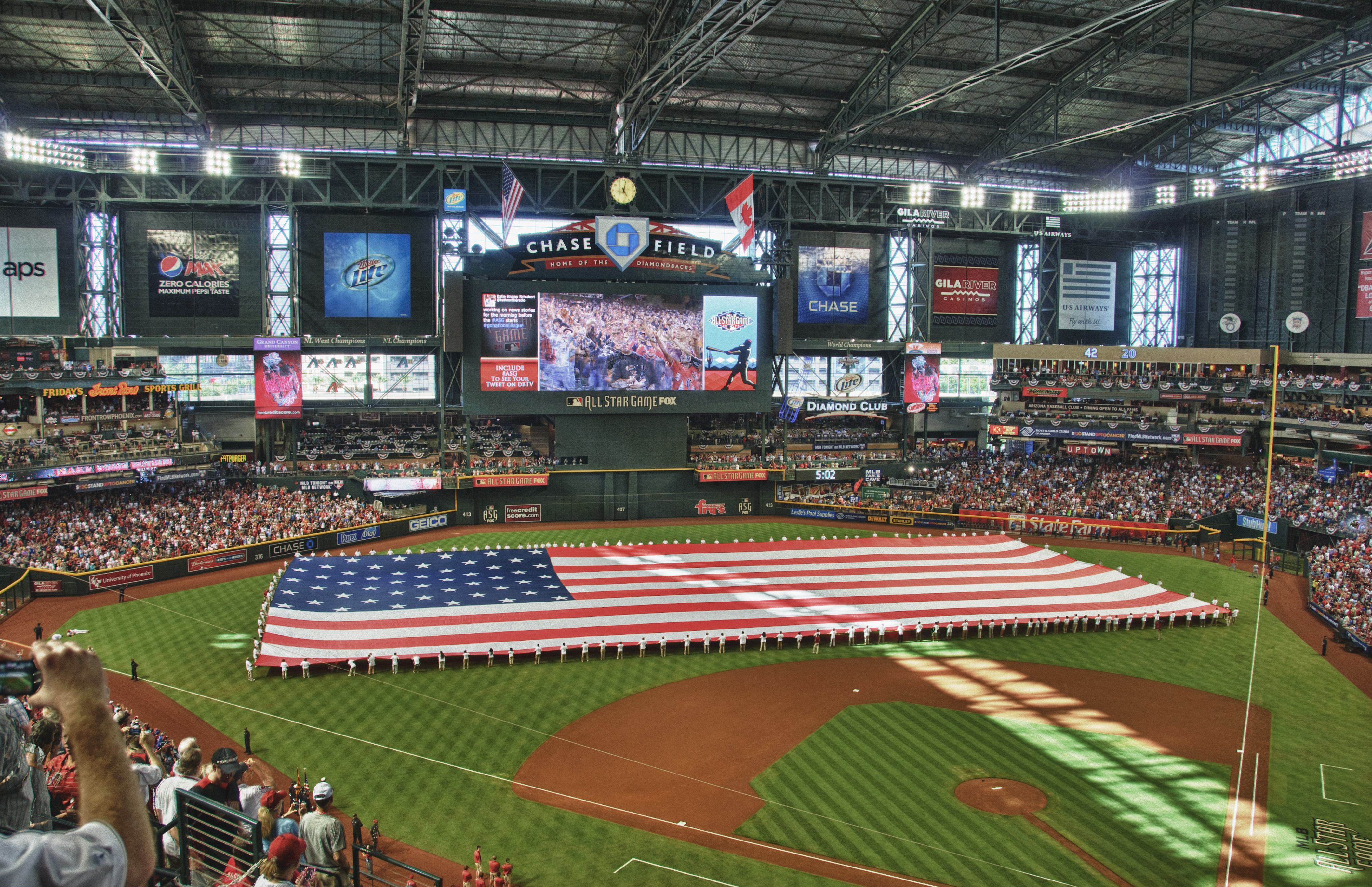
Invigningsceremonin vid all star-matchen i Major League Baseball 2011.

All star-match är en uppvisningsmatch mellan de bästa spelarna i en liga eller serie. Fenomenet uppkom inom amerikansk baseboll 1933 och har därefter spridit sig till flera andra idrotter. Spelarna kan utses av en jury eller röstas fram av fans, spelare och/eller tränare.
Bland nordamerikanska ligor som arrangerar all star-matcher finns Major League Baseball (MLB), National Basketball Association (NBA) och National Hockey League (NHL). MLB uppfann konceptet och där har spelare från National League och American League spelat mot varandra årligen sedan 1933 (utom 1945 och 2020).
I Sverige har det gjorts försök med all star-matcher i både ishockey och basket utan att väcka någon större uppmärksamhet eller entusiasm.
En liknande motsvarighet i Sverige har annars varit de så kallade pressmatcherna.